# Zhinu manmiaoyangi
Espèce
Zhinu manmiaoyangi est une espèce d'araignées aranéomorphes de la famille des Tetragnathidae.

## Distribution
Cette espèce est endémique de Taïwan.

## Publication originale
- Kallal & Hormiga, 2018 : An expanded molecular phylogeny of metaine spiders (Araneae, Tetragnathidae) with description of new taxa from Taiwan and the Philippines. Invertebrate Systematics, vol. 32, no 2, 400-422.